# Porcellionidae
Porcellionidae — одно из самых разнообразных семейств мокриц, включающее свыше 330 видов (например, Porcellio scaber), относящихся к 19 родам. Представители семейства значительно отличаются друг от друга по строению головы, плеотельсона и форме тела. Характерными признаками Porcellionidae считаются двучлениковость антеннального флагеллума, а также наличие на двух первых парах плеопод (конечностей плеона) однодыхальцевых легких. В отличие от некоторых других мокриц, в случае опасности не способны сворачиваться в шар (за исключением рода Atlantidium).

## Роды
Семейство включает 19 родов, и могут быть включены еще два рода (Inchanga и Mahehia) :
- Acaeroplastes Verhoeff, 1918
- Agabiformius Verhoeff, 1908
- Atlantidium Arcangeli, 1936
- Brevurus Schmalfuss, 1986
- Caeroplastes Verhoeff, 1918
- Congocellio Arcangeli, 1950
- Dorypoditius Verhoeff, 1942
- Leptotrichus Budde-Lund, 1885
- Lucasius Kinahan, 1859
- Mica Budde-Lund, 1908
- Pondo Barnard, 1937
- Porcellio Latreille, 1804
- Porcellionides Miers, 1877
- Proporcellio Verhoeff, 1907
- Soteriscus Vandel, 1956
- Thermocellio Verhoeff, 1942
- Tropicocellio Arcangeli, 1950
- Tura Budde-Lund, 1908
- Uramba Budde-Lund, 1908